# Wim Scheepens
Willem Jan (Wim) Scheepens (Nijmegen, 13 mei 1907 – Pati, bij Demak, 3 januari 1949) was een Nederlandse militair van het KNIL. Hij was de eerste commandant van het Depot Speciale Troepen (DST).

## Biografie
Scheepens werd geboren als zoon van W.B.J.A. Scheepens, officier bij het Korps Marechaussee te voet en civiel bestuurder op Atjeh. Toen hij zes jaar werd zijn vader omgebracht. Scheepens volgde in Nederland de Koninklijke Militaire Academie. Hij keerde terug naar Nederlands-Indië waar hij trouwde met Netty Blume, en op Atjeh in het KNIL diende.
In juni 1941 werd hij met nog vijf KNIL-officieren van Nederlands-Indië naar Engeland gestuurd om daar van de Prinses Irene Brigade een gevechtseenheid te maken. Na de Japanse aanval op Pearl Harbor werd hij op 7 januari 1942 met andere leden van de Irenebrigade met Hr.Ms. Colombia naar Nederlands-Indië gehaald, maar ze waren nog onderweg toen Japan Nederlands-Indië binnenviel. De Colombia werd daarom naar Ceylon gedirigeerd, waar zij op 4 maart aankwam. Uit de groep werd het Korps Insulinde geformeerd.
Luitenant Scheepens had in Engeland een cursus bij Special Operations Executive gevolgd. Na te zijn bevorderd tot kapitein had hij in 1943 de leiding van enkele clandestiene landingen op Sumatra. Vanaf Ceylon werden de militairen die aan deze acties deelnamen met de Nederlands duikboot O 24 naar Sumatra gebracht, waarna ze in kano’s de kust van Atjeh bereikten voor het verzamelen van inlichtingen. Scheepens, die Atjehs sprak, schreef zijn vrouw dat hij door de plaatselijke bevolking was herkend en op alle mogelijke manieren was geholpen. In 1944 maakte Scheepens deel uit van een groep Britten en Nederlanders die met de Britse duikboot Trusty op Atjeh werd afgezet om terreinen te beoordelen op geschiktheid voor het aanleggen van landingsbanen. Op 1 maart 1945 raakte hij in een vuurgevecht met twee Japanners verwikkeld tijdens een nieuwe landingspoging op Atjeh.
Na de oorlog werd hij in 1946 herenigd met zijn gezin dat tijdens de oorlog in Nederlands-Indië was gebleven onder Japanse bezetting. Wegens de Indonesische Onafhankelijkheidsoorlog kon het gezin niet direct naar Nederland vertrekken. Geïnspireerd door het Korps Insulinde deed Scheepens de Nederlandse legerleiding in Indië het idee aan de hand om een eenheid voor speciale acties op te richten; het Depot Speciale Troepen (DST). Hij kreeg hier in juni toestemming voor van generaal Spoor. Bij de eerste actie - op 19 juli van dat jaar - kwam het DST in de buurt van Batavia in een hinderlaag terecht. Scheepens raakte hierbij ernstig gewond. Als commandant van het DST werd hij nog diezelfde dag opgevolgd door Raymond Westerling.
Scheepens ging op verlof naar Nederland. Een jaar later keerde hij terug naar Nederlands Indië; zijn gezin volgde later.
Begin 1949 sneuvelde Scheepens op 41-jarige leeftijd tijdens een nachtelijke actie op Java.

## Eerbewijzen
- Bronzen Leeuw, bij Koninklijk Besluit no. 3 van 3 augustus 1944
- Distinguished Service Order, 22 februari 1945